# 克鲁科利
克鲁科利（義大利語：Crucoli），是意大利克罗托内省的一个市镇。总面积50平方公里，人口3350人，人口密度67.0人/平方公里（2009年）。